# Gary Freeman
Gary C. Freeman (Boise, 25 luglio 1948) è un ex cestista statunitense, professionista nella NBA, nei Paesi Bassi e in Belgio.

## Carriera
Venne selezionato dai Milwaukee Bucks al primo giro del Draft NBA 1970 (16ª scelta assoluta).